# 克布羅
克布羅（西班牙語：Quebro），是巴拿馬的城鎮，位於該國中西部，由貝拉瓜斯省的馬里亞托區負責管轄，面積349.4平方公里，2010年人口1,129，人口密度每平方公里3.2人。